# Radiator (band)
Radiator is een band uit de omgeving van Newcastle upon Tyne. De band kent maar een kort leven; het heeft enkel bestaan in een korte periode dat de formatie Lindisfarne tijdelijk was opgeheven (1975).

## Griffin
Radiator is deels ontstaan uit de band Griffin, een in Nederland onbekende band, die in 1969 ontstaat als de volgende musici de handen ineenslaan:
- Colin Gibson - basgitaar (voorheen Heavy Jelly)
- Kenny Craddock - orgel (later naar Linsdisfarne)
- Peter Kirtley - gitaar;
- Alan White – slagwerk (later naar Yes);
- Graham Bell – zang.

Na contractproblemen valt de band uiteen en gaan ze (Craddock, Gibson, White) tijdelijk spelen in Airforce, de band van Ginger Baker, maar ook in de obscure band "Simpson’s Pure Oxygen", waarin ook weer Kirtley zit.
Als White dan naar Yes vertrekt is dat het einde van Griffin; hij schakelt zijn maatjes nog wel in op zijn soloalbum Ramshackled.

## Radiator
Uit het as van Griffin verrijst Radiator met:
- Gibson - basgitaar:
- Peter Kirtley – gitaar;
- Kenny Craddock – toetsen;
- Terry Popple – slagwerk;
- Alan Hull – gitaar zang; (dan ex-Lindisfarne)
- Ray Laidlaw – gitaar, zang (dan ex Lindisfarne).

Ze nemen slechts één album op en er is een korte tournee. Even later herstart Lindisfarne en Hull, Laidlaw en Craddock hebben dan andere bezigheden; Radiator is niet meer.

## Discografie
- 1975: Isn’t it strange.

Een deel van de opnamen verschijnen op de cd-versie van Phantoms; een soloalbum van Alan Hull. 